# Plegafulles unicolor
El plegafulles unicolor (Thripadectes ignobilis) és una espècie d'ocell de la família dels furnàrids (Furnariidae).

## Hàbitat i distribució
Habita el sotabosc de la selva humida de l'oest de Colòmbia i de l'Equador.